# Taitiriya-upanishad
La Taitiríia-upanishad (siglo V a. C.) es una de las más antiguas Upanishads, un género de más de 200 escrituras hinduistas.
Fue compuesta por la escuela de recitación Taitiríia del Iáyur-veda negro (de principios del I milenio a. C.).
Está constituida por los capítulos séptimo, octavo y noveno del Taitiríia-araniaka (de diez capítulos).
El décimo capítulo del mismo araniaka formó el texto de la Maja-naraiana-upanishad.
La Muktika-upanishad (la más moderna de las Upanishad, que las enumera) la presenta como la 7.ª entre las 108 Upanishad principales.
Fue comentada por el escritor y pensador Sankará Acharia (788-820).

## Tema
LaTaitiríia-upanishad describe los diversos grados de felicidad que disfrutan los diferentes seres de la creación.

## Datación
El texto de laTaitiríia-upanishad es una recopilación del género posvédico y posiblemente prebudista.
Se desconoce la fecha de composición, pero se considera que fue alrededor del siglo VI o V a. C.
El comentario del erudito escritor y religioso Sankará ―que ha influido en gran parte de la posterior interpretación del significado de la Taitiríia-upanishad― se remonta a más de un milenio más tarde, hacia el 815.
Se considera probable que los textos como las Upanishads fueron compuestos por grupos de pándits y luego modificados con el tiempo.
Sin embargo, esta no era la opinión de Sankará, quien ―como algunos brahmanes hinduistas contemporáneos―, creía que la Taitiríia-upanishad ―como los Vedas en su conjunto― eran apaurusheia (‘no [escritos] por un púrusha [‘varón’]), o sea, escritos por los propios dioses.

## Traducciones
LaTaitiríia-upanishad y el comentario de Sankará son clásicos de la literatura sánscrita.
Junto con otras antiguas Upanishad, han sido fuentes importantes de la religión en la India durante más de mil años.
Los dos textos fueron fundamentales en la propagación de la doctrina Vedanta.
Partes de la Taitiríia-upanishad fueron traducidas a las lenguas europeas ya en el siglo XVII.
Desde finales del siglo XIX, la Taitiríia-upanishad se ha traducido muchas veces a lenguas indias y europeas.

## Contenido
LaTaitiríia-upanishad se divide en tres secciones o val•lis, el Siksha-vali, el Brahmananda-vali y el Bhrigú-vali. Cada vali se subdivide en anuvakas o versos.

### Siksa vali
El Siksa vali se refiere a la disciplina de siksa (que es el primero de los seis Vedangas o ‘miembros’ auxiliares de los Vedas), es decir, el estudio de la fonética y la pronunciación sánscrita.
- El primer anuvaka de este vali comienza con el shanti mantra «om sham no mitrá», que expresa gratitud hacia los dioses, y elimina los obstáculos para el estudio de esta Upanishad.
- El segundo anuvaka presenta los contenidos de la disciplina siksa.
- El tercer anuvaka habla de la conexión íntima entre las sílabas, utilizando cinco ejemplos. Implícitamente dice que uno debe meditar en estos ejemplos hasta darse cuenta de esas conexiones. Cada uno de estos ejemplos se llama maja-samjita. Cada sílaba se llama samjita. También hay un método de recitación de los mantras de los tres Vedas, donde cada sílaba del mantra se recita separada de la sílaba anterior y de la próxima. Ese método se conoce como samjita-patha (el sendero de la sílaba). Este anuvaka también declara que si uno se da cuenta de la conexión entre las sílabas, obtendrá buenos frutos, incluido ir al cielo. Uno de los ejemplos utilizados declara que la conexión entre las sílabas es tan íntima e innata como el habla y los elementos que la producen: «La mandíbula inferior es la primera sílaba, la mandíbula superior es la siguiente sílaba, el lenguaje es la unión o conexión, y la lengua es el conector».
- El cuarto anuvaka consta de mantras y rituales que deben realizar aquellos que aspiran al medha kama (deseo de conocimiento) y al sri kama (deseo de riquezas). En este anuvaka, el gurú (que mantiene a su familia mediante el trabajo de sus discípulos) reza: «Así como el agua fluye de las tierras altas a las tierras bajas, y así como los meses se unen para convertirse en años, así mismo que vengan buenos discípulos a mí desde todas partes».
- El quinto y sexto anuvakas describen el Brahman (el dios único impersonal) en la forma de viajruti. Las palabras bhu, bhuvá, y suvá (que forman parte del mantra gáiatri), majá (grande), yaná (gente), tapá (austeridad) y satiam (verdad) se llaman sapta-viajruti (las siete pronunciaciones). En los Puranas, estos indican diferentes mundos. El término viajruti se refiere a la pronunciación, ya que estas palabras antes mencionadas se pronuncian en los antiguos sacrificios védicos como el agní-jotra, por eso se los llama viajruti. Según este quinto anuvaka, cada uno de los primeros cuatro viajrutis se convierten en 4, lo que da un total de 16 elementos:
  - el viajruti bhuh se refiere a la tierra, el fuego, los himnos rich (que dan nombre al Rig-veda) y el prana (la energía del aire respirado).
  - el viajruti bhuváh representa a la atmósfera, los himnos sama (que dan nombre al Sama-veda) y el apana (el aire retenido).
  - el viajruti suváh representa al cielo, el sol, los sacrificios Iayus (que dan nombre al Iayur-veda) y el viana (el aire espirado).
  - el viajruti majáh ―que fue descubierto por un rishi llamado Maja Chamasia― representa el Sol, la Luna, la sílaba om y los alimentos. Este majá es Brahman, mientras que todos los demás viajrutis son sus órganos.

El meditador debe meditar durante un año en cada una de estas 16 manifestaciones. En la literatura hinduista este meditador se conoce como shodasha kala purusha (‘varón de 16 años’, o sea que meditó durante 16 años), que se considera que conoce el Brahman y todos los dioses le traerán regalos.
- El sexto anuvaka dice que dentro del corazón existe un varón de oro (jiran-maia-púrusha) y afirma que hay un camino invisible desde allí hasta la parte superior de la cabeza a través de la cual el yogui autorrealizado viaja cuando sale del cuerpo para unirse con el Brahman.
- El séptimo anuvaka describe una meditación llamada pancha-upasana, donde se medita en el Brahman como cinco elementos. El mundo exterior se clasifica en cinco adi-bhuta y el mundo interior se clasifica en cinco adhi-atma. El meditador termina dándose cuenta de que estos dos grupos de materia y espíritu son lo mismo: todo es Brahman.
- El octavo anuvaka describe la grandeza de la sílaba sagrada om. Dice que om es Brahman y lo es todo.
- El noveno anuvaka explica el tipo de vida religiosa que debe llevar la persona que aspira a la realización del Brahman.
- El décimo anuvaka es un mantra para la meditación a solas (sua-adhiaia, estudio por sí mismo). Este mantra fue creado por un rishi llamado Trishanku como una exclamación de asombro al darse cuenta de que él era uno con el Brahman. También se lo llama trishanku-mantra-amnaia.
- El decimoprimer anuvaka es un conjunto de instrucciones que el gurú debe dar a sus discípulos cuando finalizan la educación hinduista. Junto con el noveno anuvaka define un estilo de vida ideal.
- El decimosegundo anuvaka concluye el Shikshavali con el shanti mantra «om sham no mitrá», que expresa gratitud hacia los dioses, y elimina los obstáculos para el estudio de esta Upanishad.

### Brahmananda vali
- El primer anuvaka comienza con el shanti mantra «om sham no mitrá» y «sajana vavatu» para complacer a los dioses y eliminar obstáculos para el estudio de las Upanishad.
- El segundo anuvaka comienza con el aforismo-declaración (sutra-vakia) brahma-vidá param apnoti, que significa ‘el que conoce al Brahman lo supremo alcanza’ es la fórmula para obtener la esencia de alto nivel de este vali. También trata de definir de manera sucinta al Brahman como la verdad, lo omnisciente, lo infinito (satiam gñanam anantam brahma).
- El tercero, cuarto y quinto anuvaka describen que el alma encarnada tiene cinco envolturas:
  - annamaia (hecha de alimentos).
- prana-maia (hecha de prana, la energía presente en el aire respirado).
  - mano-maia (hecha de mente).
  - vigñana-maia (hecha de conocimiento).
  - ananda-maia (hecha de felicidad).
- El anuvaka sexto y séptimo presenta las respuestas a algunas preguntas formuladas por un discípulo, como «Si el Brahman es igual tanto para el sabio como para el ignorante, ¿cuál de los dos obtiene el Brahman después de la muerte de su cuerpo, el sabio o el ignorante, y por qué?».
- El octavo anuvaka compara la felicidad de los diversos seres evolucionados (desde el hombre hasta los distintos tipos de semidioses) hasta la felicidad de fundirse en el propio Brahman.
- El noveno anuvaka describe que el conocedor del Brahman no se arrepiente de no haber hecho nada bueno, porque para él, los términos bueno y malo pierden su sentido y él los ha igualado con el Brahman, ya que éste es lo único que realmente existe.

### Bhrigu vali
Este vali describe cómo Bhrigú, el hijo de Varuna (dios del agua) obtuvo la realización de Brahman a través de tapas bajo la guía de su padre.
El resto de este vali describe la grandeza de alimentar a los sabios mendicantes.
También hace hincapié en la grandeza de los alimentos por sí mismos, ya que como son el sustento de toda la vida, no deben ser menospreciados ni rechazados
El anuvaka noveno y undécimo del Shiksha vali prescriben un modo religioso de vida para una persona que aspira a conocer el Brahman.
El noveno anuvaka enfatiza fuertemente el estudio (sua-adhiaia) y la enseñanza (pravachana) y ordena lo que se debe hacer a lo largo de la vida de un religioso.
De acuerdo con esta anuvaka, las siguientes son las tareas a realizar.
- decir siempre la verdad
- ser perseverante
- shama (reprimir los placeres).
- dama (controlar los pensamientos).
- realizar rituales védicos (como los sacrificios de fuego agnijotra, etc.).
- ser hospitalario con los huéspedes
- ver los placeres mundanos con mente ecuánime
- procrear hijos y nietos (enfatiza la bondad de la vida familiar).
- se debe decir la verdad sobre todas las cosas, de acuerdo con el veraz Rathithara.
- se debe hacer tapas (penitencia), de acuerdo con el gran ermitaño Paurusisti.
- se debe estudiar y enseñar (sua-adhiaiá y pravachana) el conocimiento hinduista, según Naka, hijo de Mudgala.

El hecho de que haya tres maestros que enfatizan una actividad sobre otra, podría indicar que en el momento de la composición de esta Upanishad había una diferencia de opiniones acerca del método para alcanzar el conocimiento del Brahman.
El decimoprimer anuvaka es un conjunto de instrucciones que el gurú da a sus discípulos después de que finalizan su educación para casarse y tener hijos. En este anuvaka aparece el famoso dicho «matri-devo-bhava», que hace hincapié en la reverencia a la madre, a los dioses y a los invitados.
- decir siempre la verdad
- observar el dharma (deber religioso),
- dejar descendencia,
- nunca dejar la verdad,
- nunca dejar el dharma,
- no abandonar el cuidado de la salud física,
- nunca abstenerse de los rituales ordenados en las Escrituras,
- nunca dejar de repetir los mantras e himnos,
- nunca abandonar la adoración a los dioses (deva) y a los ancestros (pitri).
- tratar a la madre como a un dios.
- tratar al padre como a un dios.
- tratar al gurú como a un dios.
- tratar al huésped como a un dios (atithi-devo-bhava).
- reverenciar a los sabios.
- se deben hacer los hechos que son buenos y alabados por la gente.
- dar regalos a un sabio mendicante con diligencia, de acuerdo a la riqueza de uno, con fe y con humildad, de manera amigable (sin menospreciar el receptor).
- en caso de dudas sobre cómo realizar estas tareas, seguir el ejemplo los sabios desinteresados y de buen corazón.

A partir de estos dos anuvakas, se puede suponer el tipo de vida que llevaban los habitantes de la India en la época en que se compuso esta Upanishad.